# Смрт на сандаловом коцу
Смрт на сандаловом коцу (кин: 檀香刑) је роман Нобеловца  Мо Јена, добитника награде 2001. године.  Превод књиге на енглески језик објавио је 2013. године Универзитет Оклахома Прес. 

## Радња романа
Радња романа догађа се у време тзв. Боксерског устанка (1897-1901) који је букнуо у кинеској провинцији Шандунг против немачке компаније која гради железницу и утицаја западних сила и хришћанских мисија.
Главна јунакиња покушава да спасе оца, познатог певача локалне опере и једног од вођа устанка, од спорог и болног умирања после набијања на сандалов колац, а казну треба да изврши њен свекар, прослављени џелат из Гаомија.
Оперски певач Сун Бинг, вођа побуне Боксера, осуђен је на смрт због напада на свекра своје ћерке, крвника познатог по убиствима "смрћу од сандаловине", полаганом методом кажњавања. 
Роман је писан из перспективе неколико ликова (први и трећи део романа), али и свезнајућег наратора (други део романа).
У својој ауторској белешци, Јен пише да је имао потешкоћа да каже пријатељима о чему се ради у његовој књизи, на крају одлучивши да им каже да је реч „о звуку“. 

## Издање на српском језику
Роман Смрт на сандаловом коцу на српском језику објавила је издавачка кућа Лагуна 2016. године. Са кинеског језика роман је превела Ана М. Јовановић.